# Kai Wulff
Kai Wulff (* 18. Dezember 1949) ist ein deutsch-amerikanischer Schauspieler und Synchronsprecher.

## Leben
Wulff lebt in den USA und etablierte sich in der dortigen Film- und Fernsehindustrie über viele Jahrzehnte zu einem versierten Nebendarsteller in Filmen und Fernsehserien. Aufgrund seiner Herkunft wurde und wird er nahezu ausschließlich für Parts besetzt, in welchen er Deutsche (vielfach nationalsozialistische Charaktere), West- oder Osteuropäer verkörpert. So sah man ihn in verschiedenen Rollen bei Reihen wie MacGyver, Knight Rider, Das A-Team oder California Clan. In der vom Sender RTL mitproduzierten kurzlebigen Koproduktions-Serie Berlin Break spielte er eine der beiden Hauptrollen.
Zudem wirkte er an Filmen wie Heaven’s Gate, Firefox, ¡Drei Amigos! und Assassins – Die Killer mit.
Nebenbei betätigt sich Wulff auch als Synchronsprecher. Beispielsweise vertont er seit den 2000er Jahren verschiedene Charaktere in Videospielen, vorrangig in den Sprachversionen für den US-amerikanischen Markt wie zum Beispiel die James-Bond-Spiele Nightfire und Ein Quantum Trost, Medal of Honor, Call of Duty, Indiana Jones und die Legende der Kaisergruft oder Tomb Raider.
In der deutschen Fassung des Computerspiels Riven sprach er den Atrus. Zudem ist er in der Neu-Synchronisation von Scarface in der von Al Pacino verkörperten Hauptrolle zu hören.
Wulff ist verheiratet und hat ein Kind.

## Filmografie (Auswahl)
- 1980: Heaven’s Gate
- 1982: Firefox
- 1982: Love Boat (Fernsehserie, 1 Episode)
- 1982: Hart aber herzlich (Fernsehserie, 1 Episode)
- 1982: Frank Buck – Abenteuer in Malaysia (Fernsehserie, 1 Episode)
- 1983: Unheimliche Schattenlichter (Twilight Zone: The Movie)
- 1983: Zeit der Sehnsucht (Fernsehserie, 34 Episoden)
- 1983: General Hospital (Fernsehserie, 5 Episoden)
- 1983–85: Knight Rider (Fernsehserie, 1 Episode)
- 1983–86: Agentin mit Herz (Fernsehserie, 2 Episoden)
- 1984: Das A-Team (Fernsehserie, 2 Episoden)
- 1984: Das fliegende Auge (Fernsehserie, 1 Episode)
- 1986: ¡Drei Amigos!
- 1986–91: MacGyver (Fernsehserie, 4 Episoden)
- 1988: Mein Vater ist ein Außerirdischer (Fernsehserie, 1 Episode)
- 1988–91: California Clan (Fernsehserie, 39 Episoden)
- 1991: Oscar – Vom Regen in die Traufe
- 1992: Foxy Fantasies (Originaltitel: Red Shoe Diaries, Fernsehserie, 1 Episode)
- 1995: Top Dog
- 1995: Assassins – Die Killer
- 1996: Sentinel (Fernsehserie, 1 Episode)
- 1996–99: Walker, Texas Ranger (Fernsehserie, 2 Episoden)
- 1998: Akte X – Die unheimlichen Fälle des FBI (Fernsehserie, 1 Episode)
- 2001: Power Rangers Time Force (TV-Film zur Power Rangers Fernsehserie)
- 2009: Company of Heroes: Tales of Valor (Videospiel, 3 Rollen)